# Laxman Singh
Laxman Singh indicato talvolta come Lakshman Singh (Dungarpur, 7 marzo 1908 – Dungarpur, 6 giugno 1989) è stato un principe e politico indiano.
Fu Maharawal di Dungarpur dal 1918 al 1947. Successivamente divenne deputato alla Rajya Sabha e speaker dell'Assemblea Legislativa del Rajasthan dal luglio del 1977 al giugno del 1979.

## Biografia

### I primi anni
Lakshman Singh nacque il 7 marzo 1908 a Udai Villas, nello stato di Dungarpur, figlio primogenito ed erede del maharawal Bijaya Singh di Dungarpur. Era il fratello maggiore di Nagendra Singh, futuro presidente della Corte Internazionale di Giustizia.
Nel novembre del 1918, durante l'influenza spagnola, sia Lakshman Singh che suo padre contrassero quel male; Lakshman riuscì a sopravvivere, mentre la malattia di suo padre degenerò in una polmonite doppia e ne morì.  Lakshman alla morte del padre ascese al trono all'età di 10 anni, sotto la reggenza dell'agente politico inglese nel Dungarpur sino al 1928, quando raggiunse l'età per governare autonomamente.

### La carriera politica
Dal 1931 al 1947, Lakshman Singh fu membro della commissione permanente della Camera dei Principi ed ottenne il grado di cavaliere commendatore dell'Ordine della stella d'India nel 1935 in occasione del compleanno di re Giorgio V e del suo giubileo d'argento. Il 14 agosto 1947 venne nominato cavaliere gran commendatore dell'Ordine dell'Impero indiano. A seguito dell'indipendenza indiana, Lakshman stabilì una legislatura ad interim per lo stato di Dungarpur, andando a costituire con altri sovrani lo Stato Unito del Rajasthan il 25 marzo 1948. L'anno successivo, quello stato si sviluppò nella Grande Unione del Rajasthan della quale il Dungarpur entrò a far parte il 30 marzo. Dal 1952 al 1958, Lakshman fu membro del parlamento per la circoscrizione elettorale di Aspur, nella Rajya Sabha, e poi divenne presidente del Partito Swatantra nel Rajasthan dal 1961 al 1969. Dal 1962 sino alla sua morte fu anche presidente dell'All-India Kshatriya Mahasabha e membro dell'Assemblea Legislativa del Rajastan per Chittor, ricoprendo anche il ruolo di speaker dal 1977 al 1979; fu inoltre leader dell'opposizione dal 1962 al 1979. Fu presidente dell'Akhil Bharatiya Kshatriya Mahasabha dal 1960 alla sua morte.

### Gli ultimi anni
Pur essendo stato ufficialmente privato dei titoli dalle disposizioni del governo di Indira Gandhi nel 1971, Lakshman continuò l'attività politica per il suo paese. Morì a Udai Villas il 6 giugno 1989, all'età di 81 anni. Venne succeduto come maharawal titolare di Dungarpur dal suo primogenito, Mahipal Singh II.

## Matrimonio e figli
L'8 febbraio 1920 a Benares, Lakshman Singh sposò Brijraj Kunwari Ba Sahiba di Bhinga (1907–1982); la coppia ebbe due figlie. L'8 marzo 1928, sposò Manhar Kunwar Ba Sahiba di Kishangarh (1914–1975); la coppia ebbe tre maschi e due femmine. Il minore dei suoi figli, Raj Singh Dungarpur, fu presidente della Board of Control for Cricket in India.